# Gerard Marino
Gerard K. Marino (1º aprile 1968) è un compositore statunitense, specializzato in musica per film e videogiochi.
Ha realizzato la colonna sonora di God of War ed i capitoli successivi del videogioco. Fu nominato per un BAFTA Award data la qualità delle colonne sonore di God of War e per God of War II. Ha composto brani musicali per alcuni film e serie televisive sin dal 2000 e, generalmente, offre supporto ad altri compositori con brani originali.

## Filmografia parziale
- El Padrino, regia di Damian Chapa (2004)
- Adventures of Johnny Tao, regia di Kenn Troum (2007)
- Ninja: Shadow of a Tear, regia di Isaac Florentine (2013)

## Videogiochi
- God of War (2005)
- God of War II (2007)
- God of War: Chains of Olympus (2008)
- League of Legends (2009)
- God of War III (2010)
- God of War: Ghost of Sparta (2010)
- DC Universe Online (2011)
- Spider-Man: Edge of Time (2011)
- The Amazing Spider-Man (2012)
- RIVAL: Crimson x Chaos (2018)